# Cyrtococcum patens
Cyrtococcum patens là một loài thực vật có hoa trong họ Hòa thảo. Loài này được (L.) A.Camus mô tả khoa học đầu tiên năm 1921.